# Felix Galimir
Felix Galimir (12 mai1910 Viena - 10 noiembrie 1999 New York) a fost un violonist și pedagog american, evreu născut în Austria, renumit ca specialist în muzica de cameră, a fondat cvartetul Galimir. 

## Familia, anii copilăriei și ai studiilor
Felix Galimir s-a născut în 1910 la Viena, în Imperiul Austro-Ungar, într-o familie de evrei sefarzi vorbitori de limba ladino. Tatăl său, Mosco Galimir, era rezident român, născut la București, iar mama sa Elsa, născută Russo, era vieneză.  
De la vârsta de 12 ani, Felix Galimir a studiat cu Adolf Bak și Simon Pullmann la Noul Conservator din Viena, pe care l-a absolvit la 18 ani în anul 1928.
În anii 1916-1918 ai primului război mondial familia a trăit sub semnul pericolului suspendării drepturilor, din cauza provenienței românești a tatălui, România fiind în acea perioadă țară inamică,în război cu Austro-Ungaria. 
În anul 1927 împreună cu cele trei surori ale sale, Felix Galimir a fondat „Cvartetul Galimir din Viena”, cu ocazia  aniversării centenarului morții lui Beethoven. La începutul anilor 1930 Galimir a continuat să se perfecționeze cu Karl Flesch la Berlin și la Baden-Baden.

## Cariera de interpret
Luarea puterii de către Hitler în Germania, l-a făcut pe Galimir să părăsească Germania și să revină în Austria, unde în 1936 fusese acceptat ca membru al Filarmonicii din Viena. În urma unor presiuni antisemite, a fost concediat în același an și atunci,a hotărât să se alăture, împreună cu două din surorile sale, unui numeros grup de muzicieni evrei din Europa centrală care au emigrat în anul 1936 în Palestina mandatară, pentru ca, la chemarea lui Bronislaw Huberman, să înființeze Orchestra Filarmonică din Tel Aviv, actuala Orchestră Filarmonică Israeliană. În timpul acesta tatăl și o soră a sa au emigrat în Franța. În Palestina Galimir a rămas circa doi ani, timp în care a cântat ca violonist în Filarmonica din Tel Aviv, și, împreună cu sora sa, Renee, a făcut o încercare nereușită, de a reîntemeia un cvartet de coarde.
În 1938 el a emigrat în S.U.A, unde, la New York, a dat un recital la Town Hall, și a reînființat cvartetul Galimir cu care ,la început, a susținut concerte pentru stația de radio WQXR. Din anul 1939 a fost violonist al orchestrei simfonice a NBC (1939-1954). După desființarea acesteia a cântat între 1954-1956 ca prim-violonist în Orchestra „Symphony of the Air”.

## Cariera didactică
În anii 1950 Galimir a început să se distingă ca pedagog în domeniul muzicii, fiind  profesor , din 1952 la facultatea de muzică de la City College din New York, din 1962 la Școala Julliard și [în paralel,la Institutul Curtis de Muzică din Philadelphia, unde, din 1972, a condus departamentul de muzică de cameră. 
În anul 1976 a început să predea la Colegiul Mannes din New York.
Galimir a participat ca instructor și la seminarele pentru tineret ale Orchestrei de coarde New York și, împreună cu Isaac Stern a condus masterclasses de muzică de cameră la Carnegie Hall și în alte instituții muzicale. 
La New York Galimir a fost activ și în cadrul orchestrei de cameră „Philomusica”. Numele său a fost legat și de Festivalul de muzică Marlboro de la Marlboro, Vermont, la care a participat an de an, din anul 1954 și pâna la sfârșitul vieții.
A fost cunoscut, între altele, prin interpretarea muzicii lui Alban Berg, Anton von Webern și Arnold Schoenberg. A înregistrat pentru casele de discuri Decca, Colombia, Vanguard și Period.
A continuat să cânte la vioară și să-și exerseze exercițiile zilnice până în anii 80 ai vieții. Cvartetul Galimir și-a încetat activitatea în anul 1993.
În timpul liber a îndrăgit fotbalul și a adunat o colecție de ceasuri.
Soția sa, Suzanne, a murit în anul 1998, 
Galimir însuși a murit după un an, în 1999, în locuința sa din Manhattan.
Între elevii sai se numără: Mark Kaplan,Hilary Hahn,Jennifer Koh, Miranda Cookson,Leila Josefowicz, Ani Kavafian.

## Legături exterioare
- scurtă biografie de Gloria Coocksey pe situl musicianguide
- biografie pe situl pronetoviolins
- articol de review de David Blum în „New York Times”, 11/3/1996

## Premii și distincții
- 1937-1938 Grand Prix du Disque, pentru înregistrarea de muzică de cameră de Ravel (Cvartet de coarde)

## Discografie
- Bach: Brandenburg Concertos/Orchestral Suite No.4 , Sony, 1990.
- Marlboro Music Festival-40th Anniversary (Bach: Orchestral Suites Nos. 2 & 3) , Sony, 1990.
- Marlboro Music Festival: Beethoven Symphonies Nos. 7 & 8 , Sony, 1990.
- Schoenberg: Serenade, Op.24/Chamber Symphony No.1, Op.9 , Sony, 1990.
- Boccherini: Quintets No 2 , Vanguard, 1991.
- Dvořak: Piano Quintet in A major, Op.81 , Vanguard, 1991.
- Webern Conducts Berg Violin Concerto , SBT, 1991.
- A Tribute to Sasha , Vanguard, 1993.
- On The Beautiful Blue Danube , CBS, 1998.

1. 1 2  Felix Galimir, Discogs, accesat în 9 octombrie 2017
2. 1 2  Felix Galimir, SNAC, accesat în 9 octombrie 2017
3. 1 2  Autoritatea BnF, accesat în 10 octombrie 2015